# Deskati
Deskati (řecky Δεσκάτη) je obec na jihu řeckého regionu Západní Makedonie. Hlavním administrativním centrem obce je městečko se stejným názvem – Deskati.

## Pozice
Obec Deskati leží na jihu Západní Makedonie. Západní část oblasti má mírně kopcovitý charakter díky vybíhajícím hřbetům Chasiaských hor. Střední část oblasti je rovinatá, zaujímá ji nížina řeky Aliakmonas. Na východě oblast dosahuje výšky přes 1600 metrů v pohoří Kamvounia, zatímco na severu činí nejvyšší nadmořská výška asi 1200 metrů nad mořem (v pohoří Vourinos; Βούρινος Όρος Vóurinos Óros). Na severozápadě oblast ohraničuje řeka Aliakmonas, po změně směru toku tvořící také severovýchodní hranici. Obec sousedí se sídlem Grevena na severozápadě, s Kozani na severu, se Servia-Velvendo na severovýchodě, s Elassona na východě a s Kalambaka na jihu.

## Administrativní členění
Obec vznikla v roce 2010 sloučením původních obcí Deskati a Chasia v rámci správní reformy. Hlavním správním centrem této obce je městečko Deskati. Bývalé obce se od té doby staly městskými obvody. Celá obec je rozčleněna na okres Deskati a 7 místních komunit.